# Macrostylis angulata
Macrostylis angulata là một loài chân đều trong họ Macrostylidae. Loài này được Mezhov miêu tả khoa học năm 1999.